# X Games München 2013
X Games München 2013  blev afholdt fra d. 27. juni til d. 30. juni 2013 i München, Tyskland. Der blev afholdt 14 konkurrencer på tværs af disciplinerne Skateboard, BMX, Mountainbike, Motocross og Rally.

## Medaljeoversigt

### Skateboarding
| Disciplin                | Guld          | Sølv              | Bronze         |
| ------------------------ | ------------- | ----------------- | -------------- |
| Skateboard Vert          | Bucky Lasek   | Pierre-Luc Gagnon | Mitchie Brusco |
| Skateboard Big Air       | Bob Burnquist | Elliot Sloan      | Tom Schaar     |
| Skateboard Street League | Chris Cole    | Paul Rodriguez    | Luan Oliveira  |
| Skateboard Park          | Curren Caples | Pedro Barros      | Ben Hatchell   |

### BMX
| Disciplin   | Guld         | Sølv           | Bronze          |
| ----------- | ------------ | -------------- | --------------- |
| BMX Park    | Daniel Dhers | Scotty Cranmer | Daniel Sandoval |
| BMX Big Air | Chad Kagy    | Morgan Wade    | Zack Warden     |

### Mountainbike
| Disciplin                | Guld          | Sølv            | Bronze            |
| ------------------------ | ------------- | --------------- | ----------------- |
| Mountain Bike Slopestyle | Brett Rheeder | Brandon Semenuk | Andreu Lacondeguy |

### Motocross
| Disciplin        | Guld            | Sølv              | Bronze               |
| ---------------- | --------------- | ----------------- | -------------------- |
| Moto X Best Whip | Jeremy Stenberg | Edgar Torronteras | Lance Coury          |
| Moto X Step Up   | Libor Podmol    | Matt Buyten       | Ronnie Renner        |
| Speed & Style    | Mike Mason      | Javier Villegas   | Nate Adams           |
| Enduro X (k)     | Maria Forsberg  | Laia Sanz         | Sandra Gomez Cantero |
| Enduro X (m)     | Taylor Robert   | Alfredo Gomez     | Taddy Blazusiak      |

### Rally
| Disciplin     | Guld             | Sølv       | Bronze           |
| ------------- | ---------------- | ---------- | ---------------- |
| RallyCross #1 | Liam Doran       | Ken Block  | Toomas Heikkinen |
| RallyCross #2 | Toomas Heikkinen | Liam Doran | Tanner Foust     |